# Ишбара-Толіс
Ишбара-Толіс (д/н—639) — 9-й володар Західнотюркського каганату в 634—639 роках. Наприкінці його панування відбувся розпад на північний та південний каганати, які об'єдналися лише 657 року.

## Життєпис
Походив з династії Ашина. Його прадідом був великий каган Кара-Чурин-Тюрк, а дідом — Янг-Соух-тегін. Син Бага-шада, ябгу хозарів. Отримав ім'я Тун'є. Про молоді роки обмаль відомостей.
634 року спадкував братові Дулу-кагану. Змінив ім'я на Ишбара-Толіс-каган. Продовжив політику попередника. Намагався зміцнити дружні відносини з Китаєм, запропонувавши одружитися з донькою імператора Лі Шиміня, але без успіху.
Разом з тим приступив для вирішення питання протистояння племінних союзів нушібі й дулу, що загрожували міцності та єдності держави. Тому каган вирішив розділити їх, призначивши 5 правителів аймаків для дулу і 5 для нушібі, внаслідок чого утворив так званий «союз десятистрільних тюрків», оскільки в якості символу влади кожному аймакаму надавав стрілу. Межею між цими дулу і нушібі була річка Чу.
В свою чергу племена тюркютів висловили невдоволення, почавши повстання на чолі із Тун Тутунем. Ишбара-Толіс зазнав поразки і разом з молодшим братом Бйорі-шадом втік до Карашару. Втім проти тюркютів, що намагалися зробити каганом Юкук-шада поставити каганом виступили племена на підтримку Ишбара-Толіса. Зрештою Тут Тутунь загинув, а Кюль-сигінь, вождь нушібіського племені есегел, повернув кагана на трон.
У 638 року повстали племена дулу, які оголосили Юкук-шада каганом. Почалася запекла війна, де обидві сторони зазнали чималих втрат. Невдовзі на річці Ілі уклали мир, за яким землі на заході від річки відходили до Юкука, а на сході до Ишбари. У 639 року каган помер або загинув, а вожді нушібі оголосили каганом сина Ишбара-Толіса — Ель-Кюлюга.